# Гіпотаксис
Гіпота́ксис, або підпорядкування (від грец. hypo — під, знизу і taxis — розташування) — синтаксичний зв'язок підпорядкування одного компонента (повнозначного слова, сполучення слів) іншому в словосполученні чи реченні (зв'язок узгодження, керування, прилягання).